# 长安俱乐部

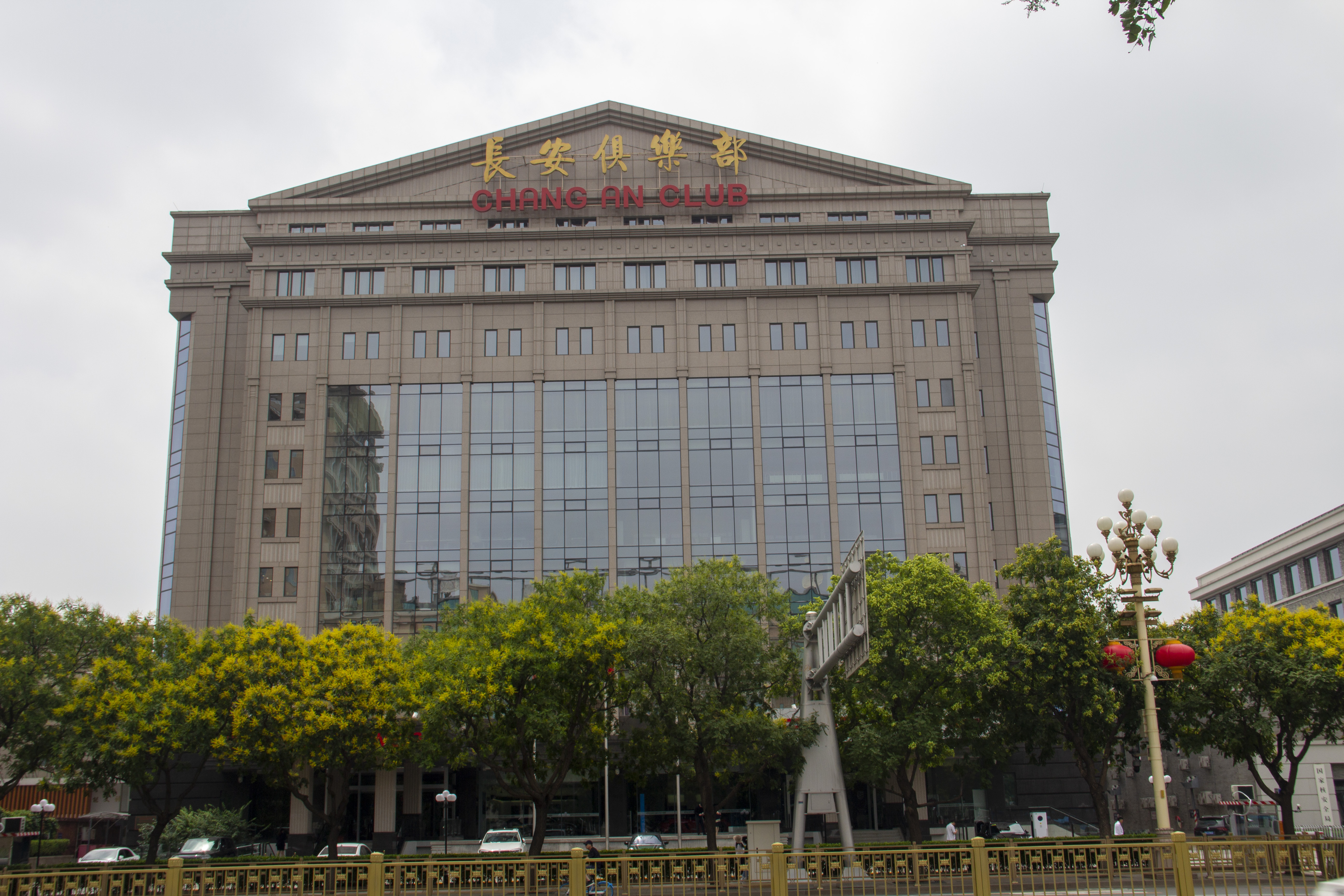
长安俱乐部

北京长安俱乐部有限公司（简称长安俱乐部），位于北京市东城区东长安街10号，是富华国际集团旗下的高端商务俱乐部。

## 简介
1993年，港商陈丽华开始在东长安街南侧黄金地段建设中国内地第一家高端商务会所“长安俱乐部”。1996年10月，长安俱乐部开业。长安俱乐部当时是由陈丽华女士的香港富华国际集团与北京市东城区体委合资创办，为高档涉外服务设施。长安俱乐部创办时董事长为陈丽华，并聘请霍英东、李嘉诚、郭炳湘、郑裕彤、胡慧中、周怀民等海内外名士担任名誉理事。当时长安俱乐部是集娱乐、体育、餐饮、商业、写字楼为一体的13层豪华设施。到2000年代，这家入会费1.8万美元的俱乐部吸引了众多巨富，会员包括李嘉诚、霍英东、杨元庆等人。2010年代，该俱乐部董事局主席为陈丽华，董事长为赵勇。
2001年，北京长安保时捷中心在长安俱乐部首层开业，这是保时捷在中国大陆开设的首家保时捷中心。2013年6月8日，保时捷中国举办了庆祝该中心重装开幕的典礼，该中心正式晋级为全球首家采用全新保时捷建筑设计标准的保时捷中心。